# 魏森博恩 (黑森州)
魏森博恩是德国黑森州的一个市镇。总面积15.60平方公里，总人口1092人，其中男性531人，女性561人（2011年12月31日），人口密度70人/平方公里。